# Mario Pellegrini (militare)
Mario Pellegrini (Vignola, 7 dicembre 1880 – Modena, 2 aprile 1954) è stato un ammiraglio italiano, decorato di medaglia d'oro al valor militare a vivente nel corso della prima guerra mondiale.

## Biografia

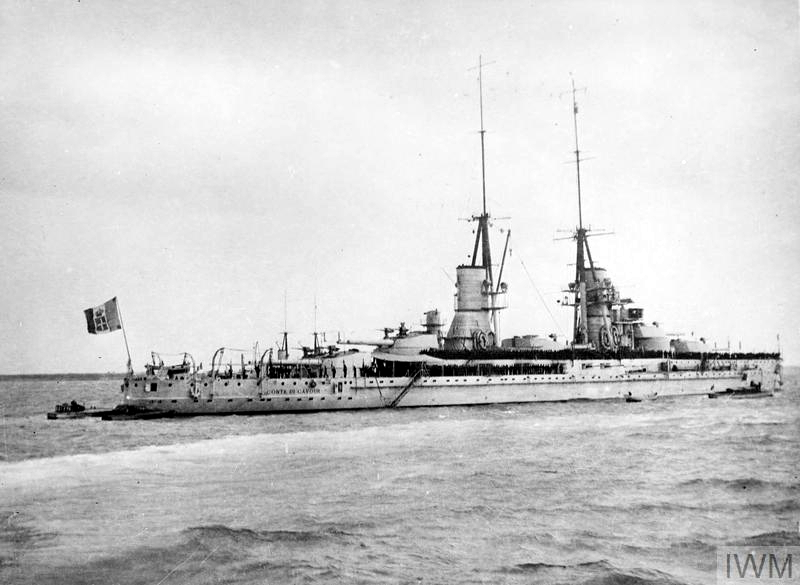
La nave da battaglia Conte di Cavour in navigazione.

Nacque a Vignola (provincia di Modena) il 7 dicembre 1880.
Nel 1899 entrò nella Regia Accademia Navale di Livorno, e ne uscì nel 1902 con il grado di guardiamarina. Da ufficiale subalterno trascorse lunghi periodi di imbarco colla corvetta a elica Caracciolo e sulla nave da battaglia Lepanto. Divenuto tenente di vascello, prese parte alla guerra italo-turca imbarcato sull'incrociatore corazzato Francesco Ferruccio, e durante la campagna di Libia la nave operò in appoggio dei reparti nazionali sbarcati a Tobruk il 22 dicembre 1911 e quindi alle azioni sulle coste dell'Anatolia. All'inizio delle ostilità con l'Impero austro-ungarico, come direttore di tiro dell'incrociatore protetto Libia, prese parte al combattimento contro l’esploratore Helgoland ed alcuni cacciatorpediniere nemici che avevano bombardato alcune località della Puglia. Fu poi ufficiale in seconda sul cacciatorpediniere Corazziere, sull'incrociatore protetto Puglia e sull'esploratore Cesare Rossarol.
Nel gennaio 1917 assunse il comando della torpediniera 11 PN con la quale, nel mese di ottobre, eseguì importanti missioni durante il ripiegamento dei reparti della 3ª Armata dall'Isonzo al Piave per cui ottenne la croce di guerra al valor militare.
Il 10 dicembre cooperò all'attacco effettuato dal comandante Luigi Rizzo contro la nave da battaglia Wien nella rada di Trieste, venendo decorato con la medaglia d'argento al valor militare. Nell'aprile 1918 assunse il comando del battaglione Bafile della Brigata Marina operante sul Piave e, nel maggio successivo, fu promosso capitano di corvetta. Si offrì poi volontario per effettuare, a bordo dello speciale motoscafo Grillo, una incursione nel porto di Pola per silurarvi una nave da battaglia Classe Tegetthoff. La missione si svolse nella notte sul 14 maggio 1918, ma il Grillo fu scoperto mentre superava il primo sbarramento, raggiunse col motoscafo, sotto il fuoco di artiglieria terrestre e navale, la quarta ostruzione ma attaccato da una motovedetta austriaca che lo immobilizzò. Costretto ad autoaffondare il Grillo senza poter lanciare i siluri, fu raccolto in mare e fatto prigioniero con il resto dell'equipaggio, di cui uno gravemente ferito.
Rientrò in Patria il 28 novembre 1918, dopo la firma dell'armistizio di Villa Giusti venendo promosso capitano di fregata e decorato con la medaglia d'oro al valor militare a vivente con motu proprio del re Vittorio Emanuele III. Assunto il comando di una squadriglia di cacciatorpediniere dal novembre 1918 e poi dell’esploratore Premuda, della Flottiglia M.A.S. di Venezia (1919-1920) fu quindi comandante di Marina Zara (1923-1925). Con la promozione a capitano di vascello, nel marzo 1925, fu Capo di stato maggiore del Comando in Capo del Dipartimento militare marittimo di Taranto, e poi di quello di La Spezia, fu comandante dell'incrociatore protetto Brindisi e infine della nave da battaglia Conte Cavour. Collocato a domanda in ausiliaria dal dicembre 1928, fu promosso contrammiraglio nel luglio 1932 e ammiraglio di divisione nella riserva navale nel dicembre 1936.
Mario Pellegrini ebbe riconoscimenti anche fuori dei confini italiani: in Portogallo con la Croce di Guerra e il cavalierato dell'Ordine Militare di San Benedetto d'Avis, in Francia con la decorazione militare della Legione d'Onore e negli Stati Uniti d'America con la decorazione della Navy Distinguished Service Medal.
Si spense a Modena il 2 aprile 1954. Una via di Scandiano porta il suo nome.